# Aphria longirostris
Aphria longirostris là một loài ruồi trong họ Tachinidae.